# Camminavano come noi
Camminavano come noi è un romanzo di fantascienza di Clifford D. Simak del 1962.
Il romanzo contiene espliciti riferimenti alla Guerra dei mondi di Wells, con suggestive e ironiche spunti sulla modalità dell'invasione e sui punti deboli degli invasori.

## Trama
Il romanzo tratta di una originale invasione aliena. Gli invasori sono esseri grandi come palle da bowling la cui società, provenienza e costumi rimangono prevalentemente ignoti, poiché l'autore sottolinea spesso la difficoltà di comprendere ciò che è tanto distante dall'essere umano. Essi stanno cercando di comprare case, aziende, terreni su tutto il pianeta, ovunque la proprietà privata sia un diritto, in modo da compiere una invasione "legale". Potendo assumere qualsiasi forma, compresa quella umana e quella del denaro, fondano fittizie società immobiliari che provvedono ad acquistare gli immobili, sfrattare gli inquilini e chiudere le aziende.
Il tutto viene perfettamente e lucidamente premeditato e studiato, perché avvenga nel più breve tempo possibile ed evitare che la popolazione umana sospetti qualcosa. Gli alieni nel contempo eliminano fisicamente o corrompono con il denaro gli individui che sospettano qualcosa.
Tra di essi è Parker, un giornalista di una tranquilla cittadina che subisce un tentativo di omicidio nella propria casa, durante il quale riesce a vedere uno degli alieni, poi assiste al contemporaneo annuncio dell'acquisto e alla chiusura di una grande azienda della sua città, e quindi gli viene annunciato che non gli verrà rinnovato il contratto di affitto in quanto la sua casa è stata acquistata da una società immobiliare.
Parker ottiene la conferma dei suoi sospetti, prima entrando di nascosto nell'ufficio dell'agenzia immobiliare, poi quando incontra un altro alieno, che ha le sembianze di un cane in grado di comunicare in una forma telepatica. Egli non è della stessa razza delle "palle da bowling", e sta cercando di avvertire l'umanità del pericolo.
Parker non è creduto da nessuno tranne che da Joy, la sua fidanzata, dunque decide di provare da solo ad ostacolare i piani degli alieni.
Dopo una serie di movimentate vicende, Parker scopre il loro punto debole, e con l'aiuto di un vecchio allevatore, riesce a renderli incapaci di ragionare e a farli uscire allo scoperto.
A fermare gli alieni è la loro irresistibile attrazione per l'odore delle secrezioni della puzzola.

## Edizioni
- Clifford Donald Simak, They Walked Like Men, Doubleday, 1962.
- Clifford Donald Simak, Camminavano come noi, traduzione di Stefano Torossi, collana Urania n° 315, Arnoldo Mondadori Editore, 1963.
- Clifford Donald Simak, Camminavano come noi, collana Urania Collezione n° 29, Arnoldo Mondadori Editore, 2005, ISSN 17216427.